# Parijs-Camembert 2024
De 85e editie van de wielerwedstrijd Parijs-Camembert vond plaats op 27 maart 2024. De wedstrijd startte in Magnanville en finishte 190,6 kilometer later in Livarot. De wedstrijd maakte deel uit van de UCI Europe Tour, met de categorie 1.1, en de Coupe de France. Na een grote valpartij legde de organisatie de wedstrijd een tijd stil. Nadat de wedstrijd werd hervat won Benoît Cosnefroy de sprint van een elitegroepje. Cosnefroy had zijn landgenoten Clément Venturini en Alexandre Delettre naast zich op het podium.

## Uitslag
| Plaats  | Naam                     | Ploeg                         | Tijd     |
| ------- | ------------------------ | ----------------------------- | -------- |
| Winnaar | Benoît Cosnefroy         | Decathlon AG2R La Mondiale    | 4u26'11" |
| 2       | Clément Venturini        | Arkéa-B&B Hotels              | z.t.     |
| 3       | Alexandre Delettre       | St Michel-Mavic-Auber93       | z.t.     |
| 4       | Martin Marcellusi        | VF Group-Bardiani CSF-Faizanè | z.t.     |
| 5       | Fredrik Dversnes         | Uno-X Mobility                | z.t.     |
| 6       | Guillaume Martin         | Cofidis                       | z.t.     |
| 7       | Ewen Costiou             | Arkéa-B&B Hotels              | + 4"     |
| 8       | Joris Delbove            | St Michel-Mavic-Auber93       | + 8"     |
| 9       | Rory Townsend            | Q36.5                         | + 14"    |
| 10      | Matyáš Kopecký           | Novo Nordisk                  | z.t.     |
| 11      | Vincenzo Albanese        | Arkéa-B&B Hotels              | z.t.     |
| 12      | Anthony Perez            | Cofidis                       | z.t.     |
| 13      | Valentin Retailleau      | Decathlon AG2R La Mondiale    | z.t.     |
| 14      | Thibaud Gruel            | Groupama-FDJ                  | z.t.     |
| 15      | Xabier Berasategi        | Euskaltel-Euskadi             | z.t.     |
| 16      | Francisco Galván         | Kern Pharma                   | z.t.     |
| 17      | Paul Ourselin            | TotalEnergies                 | z.t.     |
| 18      | Andoni López de Abetxuko | Euskaltel-Euskadi             | z.t.     |
| 19      | Clément Braz Afonso      | CIC U Nantes Atlantique       | z.t.     |
| 20      | Kenny Molly              | Van Rysel-Roubaix             | z.t.     |
|         |                          |                               |          |
| 54      | Alexander Konijn         | Nice Métropole Côte d'Azur    | + 5'56"  |

1946 · 1947 · 1948 · 1949 · 1950 · 1951 · 1952 · 1953 · 1954 · 1955 · 1956 · 1957 · 1958 · 1959 · 1960 · 1961 · 1962 · 1963 · 1964 · 1965 · 1966 · 1967 · 1968 · 1969 · 1970 · 1971 · 1972 · 1973 · 1974 · 1975 · 1976 · 1977 · 1978 · 1979 · 1980 · 1981 · 1982 · 1983 · 1984 · 1985 · 1986 · 1987 · 1988 · 1989 · 1990 · 1991 · 1992 · 1993 · 1994 · 1995 · 1996 · 1997 · 1998 · 1999 · 2001 · 2002 · 2003 · 2004 · 2005 · 2006 · 2007 · 2008 · 2009 · 2010 · 2011 · 2012 · 2013 · 2014 · 2015 · 2016 · 2017 · 2018 · 2019 · 2020 · 2021 · 2022 · 2023 · 2024 · 2025